# Corydalis uncinatella
Corydalis uncinatella är en vallmoväxtart som beskrevs av M. Lidén. Corydalis uncinatella ingår i släktet nunneörter, och familjen vallmoväxter. Inga underarter finns listade i Catalogue of Life.